# Novara Calcio 2007-2008
Questa pagina raccoglie le informazioni riguardanti il Novara Calcio nelle competizioni ufficiali della stagione 2007-2008.

## Divise e sponsor
Lo sponsor tecnico per la stagione 2007-2008 è Nike, mentre lo sponsor ufficiale è Banca Popolare di Novara.
| 1ª divisa | 2ª divisa | 3ª divisa |

## Rosa
| N. |                            | Ruolo | Calciatore          |
| -- | -------------------------- | ----- | ------------------- |
|    | Italia (bandiera)          | C     | Amos Agnesina       |
|    | Italia (bandiera)          | C     | Enrico Maria Amore  |
|    | Italia (bandiera)          | P     | Gianluca Berti      |
|    | Italia (bandiera)          | D     | Daniel Bresciani    |
|    | Italia (bandiera)          | P     | Giacomo Brichetto   |
|    | Italia (bandiera)          | C     | Massimiliano Brizzi |
|    | Italia (bandiera)          | D     | Matteo Centurioni   |
|    | Italia (bandiera)          | C     | Roberto Chiappara   |
|    | Italia (bandiera)          | A     | Emanuele Chiaretti  |
|    | Italia (bandiera)          | D     | Sandro Ciuffetelli  |
|    | Italia (bandiera)          | C     | Andrea Coletto      |
|    | Italia (bandiera)          | D     | Fabio Cusaro        |
|    | Nigeria (bandiera)         | A     | Osarimen Ebagua     |
|    | Rep. Dominicana (bandiera) | A     | José Espinal        |

| N. |                   | Ruolo | Calciatore         |
| -- | ----------------- | ----- | ------------------ |
|    | Italia (bandiera) | C     | Francesco Evola    |
|    | Italia (bandiera) | C     | Fabio Gallo        |
|    | Italia (bandiera) | D     | Mavillo Gheller    |
|    | Italia (bandiera) | D     | Fabio Lorenzini    |
|    | Italia (bandiera) | D     | Carlalberto Ludi   |
|    | Italia (bandiera) | C     | Tiziano Maggiolini |
|    | Italia (bandiera) | C     | Luca Matteassi     |
|    | Italia (bandiera) | P     | Davide Micillo     |
|    | Italia (bandiera) | D     | Paolo Morganti     |
|    | Italia (bandiera) | D     | Alberto Paoli      |
|    | Italia (bandiera) | A     | Raffaele Rubino    |
|    | Italia (bandiera) | A     | Davide Sinigaglia  |
|    | Italia (bandiera) | P     | Filippo Teseo      |

## Risultati

### Campionato

#### Girone di andata
| 26 agosto 2007 1ª giornata | Pro Patria | 1 – 0 | Novara |  |

| 3 settembre 2007 2ª giornata | Novara | 2 – 1 | Padova |  |

| 9 settembre 2007 3ª giornata | Foligno | 1 – 2 | Novara |  |

| 16 settembre 2007 4ª giornata | Novara | 2 – 0 | Ternana |  |

| 24 settembre 2007 5ª giornata | Cittadella | 2 – 1 | Novara |  |

| 30 settembre 2007 6ª giornata | Novara | 1 – 3 | Lecco |  |

| 8 ottobre 2007 7ª giornata | Manfredonia | 1 – 2 | Novara |  |

| 14 ottobre 2007 8ª giornata | Novara | 1 – 0 | Legnano |  |

| 21 ottobre 2007 9ª giornata | Monza | 1 – 1 | Novara |  |

| 29 ottobre 2007 10ª giornata | Novara | 1 – 0 | Paganese |  |

| 1 novembre 2007 11ª giornata | Venezia | 1 – 0 | Novara |  |

| 5 novembre 2007 12ª giornata | Novara | 1 – 1 | Cavese |  |

| 12 novembre 2007 13ª giornata | Cremonese | 4 – 2 | Novara |  |

| 18 novembre 2007 14ª giornata | Novara | 2 – 2 | Pro Sesto |  |

| 25 novembre 2007 15ª giornata | Foggia | 0 – 0 | Novara |  |

| 3 dicembre 2007 16ª giornata | Novara | 1 – 0 | Verona |  |

| 9 dicembre 2007 17ª giornata | Sassuolo | 1 – 1 | Novara |  |

#### Girone di ritorno
| 16 dicembre 2007 18ª giornata | Novara | 3 – 3 | Pro Patria |  |

| 23 dicembre 2007 19ª giornata | Padova | 5 – 0 | Novara |  |

| 14 gennaio 2008 20ª giornata | Novara | 1 – 2 | Foligno |  |

| 21 gennaio 2008 21ª giornata | Ternana | 3 – 0 | Novara |  |

| 3 febbraio 2008 22ª giornata | Novara | 2 – 2 | Cittadella |  |

| 10 febbraio 2008 23ª giornata | Lecco | 2 – 3 | Novara |  |

| 17 febbraio 2008 24ª giornata | Novara | 2 – 1 | Manfredonia |  |

| 24 febbraio 2008 25ª giornata | Legnano | 3 – 1 | Novara |  |

| 10 marzo 2008 26ª giornata | Novara | 1 – 1 | Monza |  |

| 16 marzo 2008 27ª giornata | Paganese | 1 – 1 | Novara |  |

| 22 marzo 2008 28ª giornata | Novara | 2 – 1 | Venezia |  |

| 31 marzo 2008 29ª giornata | Cavese | 1 – 1 | Novara |  |

| 6 aprile 2008 30ª giornata | Novara | 1 – 0 | Cremonese |  |

| 13 aprile 2008 31ª giornata | Pro Sesto | 2 – 0 | Novara |  |

| 20 aprile 2008 32ª giornata | Novara | 2 – 3 | Foggia |  |

| 27 aprile 2008 33ª giornata | Verona | 2 – 1 | Novara |  |

| 4 maggio 2008 34ª giornata | Novara | 3 – 1 | Sassuolo |  |